# شرلی میسون (هنرپیشه)
شرلی میسون (انگلیسی: Shirley Mason؛ ۶ ژوئن ۱۹۰۰ – ۲۷ ژوئیهٔ ۱۹۷۹) یک هنرپیشه اهل ایالات متحده آمریکا بود.
از فیلم‌هایی که وی در آن نقش داشته‌است، می‌توان به نمایش نمایش‌ها و روابط همسر اشاره کرد.